# Mirco Bergamasco
Pour les articles homonymes, voir Bergamasco (homonymie).

a Compétitions nationales et continentales officielles uniquement.

b Matchs officiels uniquement.
Dernière mise à jour le 17 novembre 2023.
Mirco Bergamasco, né le 23 février 1983 à Padoue (Italie), est un joueur et entraîneur de rugby à XV italien. Il joue en équipe d'Italie et évolue au poste de centre ou ailier notamment au sein de l'effectif du Stade français, du Racing Métro 92 et du Zebre. Il termine sa carrière sportive dans le rugby à XIII avec notamment la sélection d'Italie et participe à la Coupe du monde 2017.

## Biographie

### Carrière sportive
Mirco Bergamasco est issu d'une famille de joueurs de rugby à XV, son frère aîné Mauro est également international italien et son père Arturo a connu 4 sélections de 1973 à 1978. Il s'est marié le 7 juin 2011 avec Ati Safavi, femme d'affaires et artiste franco-iranienne.
Il commence sa carrière professionnelle avec le club italien de Petrarca Rugby Padoue.
Il a honoré sa première cape internationale en équipe d'Italie le 2 février 2002, s'inclinant 33-12 contre l'équipe de France.
Bergamasco arrive à l'âge de 20 ans à Paris où il est en contrat de formation avec le Stade français. Il restera sept saisons au club parisien. Ensuite il signe un contrat de trois ans au Racing Métro 92. Lors du Tournoi 2006, il se révèle sous le maillot national, marquant notamment des essais contre l'Irlande, l'Angleterre, et l'Écosse ; il devient ainsi le meilleur marqueur d'essais du tournoi avec ces trois réalisations, à égalité avec l'Irlandais Shane Horgan.

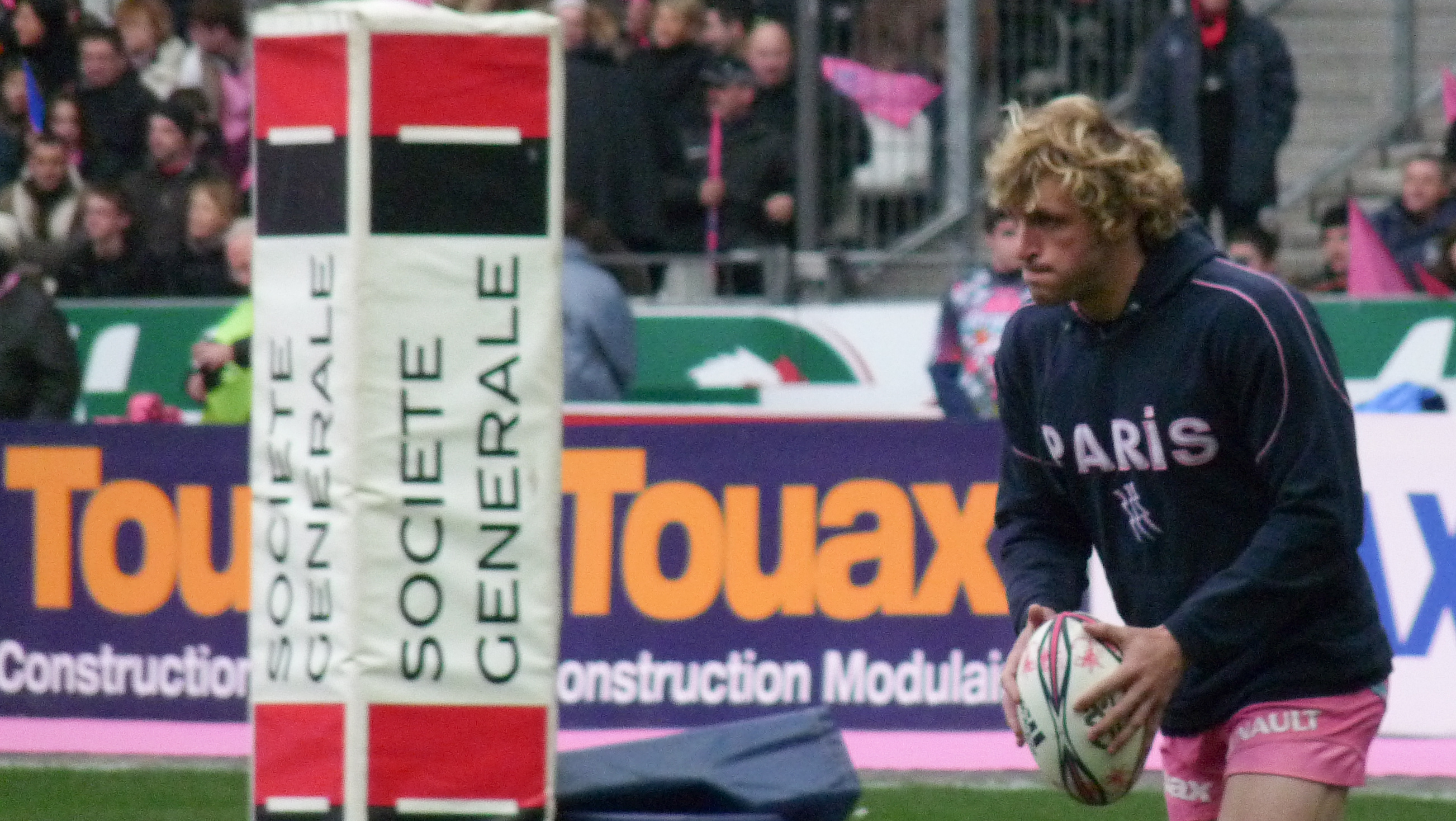
Mirco Bergamasco avec le Stade français en 2010.

Il devient buteur de l'équipe nationale italienne en 2010. Au cours d'une victoire historique contre la France au Six Nations 2011 (22-21), il marque la quasi-totalité des points (17 points).
En novembre 2012, il se blesse lors des tests matchs de novembre contre l'Australie : quadruple fracture du genou et une année de soins post-opératoire. Bergamasco s'entraine chaque jour pour retrouver les terrains de rugby. Il vit une véritable désillusion car non seulement le staff de l'équipe nationale ne le convoque plus, mais en plus le monde du rugby[Qui ?] le voit déjà prendre sa retraite. L'entraineur Jacques Brunel refuse de le convoquer, reprochant à la femme du joueur une publication sur les réseaux sociaux où elle se plaint du traitement réservé à son mari. En effet, à la suite d'une discussion avec Jacques Brunel, Mirco Bergamasco avait refusé une offre du CA Brive en 2013 parce qu'il ne voulait pas renoncer à jouer avec l'équipe nationale de son pays. Néanmoins, l'entraineur de l'équipe nationale ne l'avait pas convoqué par la suite pour les tests matchs de novembre 2013.
Bergamasco n'abandonne pas sa passion et retourne en Italie où il joue au Rugby Rovigo dans le championnat italien, club où avait aussi joué son père. Rovigo perd la finale du championnat contre Calvisano. Il s'engage ensuite auprès du Zebre de Parme, une des deux franchises italiennes qui dispute le championnat celte. Il est convoqué en équipe nationale de rugby à sept, où il joue plusieurs matchs des Grand Prix Series au poste de talonneur. Au cours de la saison 2014-2015, Bergamasco devient un des leaders de l'équipe parmesane.
Fin 2016, il répond positivement à la sélection d'Italie de rugby à XIII dans le cadre des qualifications de la Coupe du monde 2017. Il y dispute deux rencontres contre le pays de Galles et la Serbie et participe activement à la qualification de l'Italie pour la Coupe du monde 2017.

### Reconversion
Une fois sa carrière sportive dans le rugby en tant que joueur close, Mirco Bergamasco se reconvertit en tant qu'entraîneur, faisant son retour en France. Il exerce tout d'abord auprès des arrières du RC Aubenas Vals en Fédérale 1 lors de la saison 2018-2019. L'année suivante, il entraîne les arrières du Soyaux Angoulême XV, évoluant en Pro D2, signant un contrat de trois ans. Alors que le club charentais est relégué à l'issue de la deuxième saison, le contrat de Bergamasco prend fin prématurément. En parallèle, il termine sa formation professionnelle et valide son diplôme d'État DESJEPS afin de pouvoir exercer en tant qu'entraîneur à haut niveau.
Sans club en 2021-2022, il devient ensuite directeur sportif du Stade nantais en Fédérale 2. En parallèle, il reprend une pratique sportive, pratiquant le football gaélique à Nantes.

## Carrière d'entraîneur
| Saison    | Club                | Division | Poste    | Classement                | Coupe d'Europe | Challenge européen |
| --------- | ------------------- | -------- | -------- | ------------------------- | -------------- | ------------------ |
| 2019-2020 | Soyaux Angoulême XV | Pro D2   | Arrières | 7e (arrêt du championnat) | —              | —                  |
| 2020-2021 | Soyaux Angoulême XV | Pro D2   | Arrières | 16e                       | —              | —                  |

## Palmarès

### En club
- Trophée de Coubertin : 2011
- Championnat de France de rugby à XV :
  - Vainqueur (2) : 2004 et 2007
  - Finaliste (1) : 2005[Note 1]
- Coupe d'Europe de rugby à XV :
  - Finaliste (1) : 2005

### En équipe nationale

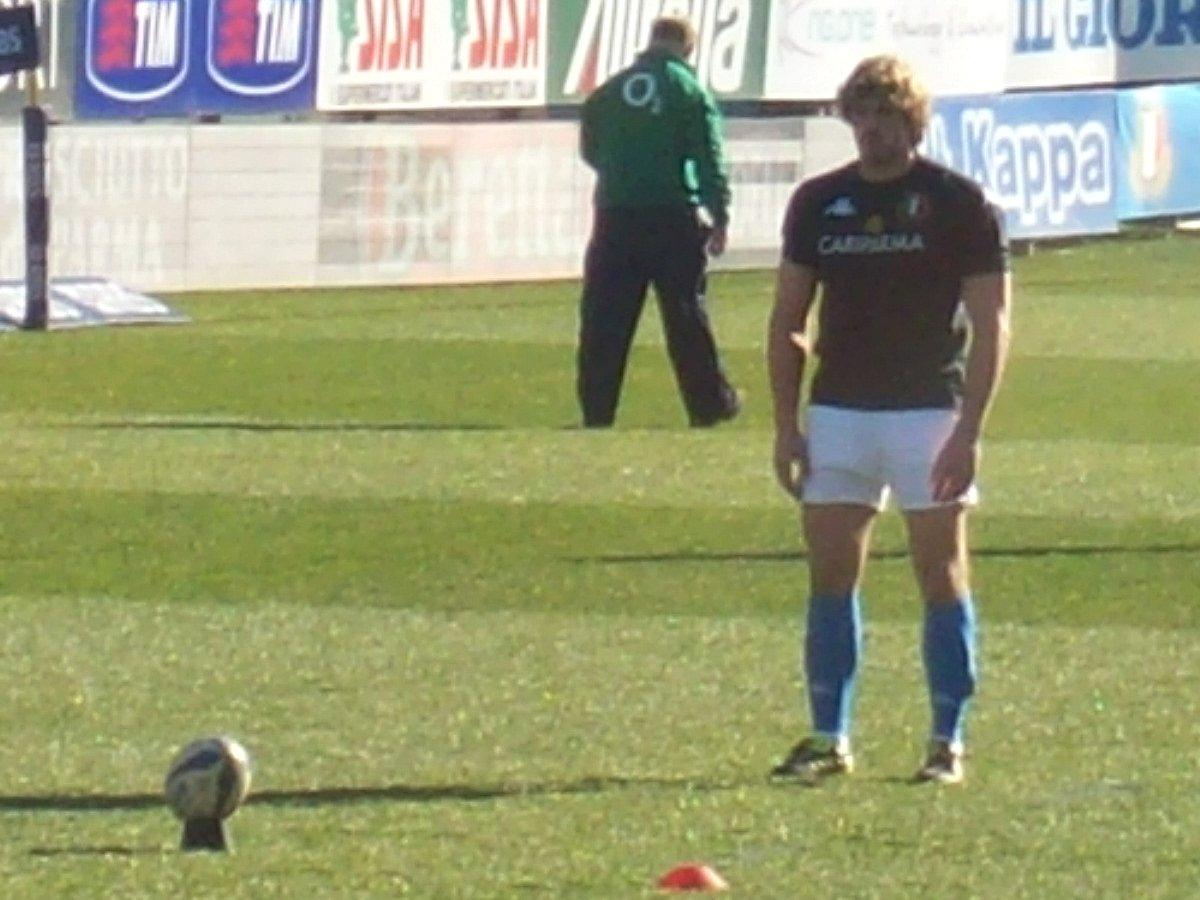
Mirco Bergamasco en 2011.

- Vainqueur du Trophée Giuseppe Garibaldi : 2011

## Statistiques en équipe nationale
- 89 sélections en équipe d'Italie entre 2002 et 2012.
- 17 essais, 49 pénalités, 12 transformations (256 pts).
- 1 fois capitaine en 2006.
- Sélections par année : 5 en 2002, 9 en 2003, 5 en 2004, 6 en 2005, 12 en 2006, 10 en 2007, 9 en 2008, 10 en 2009, 10 en 2010, 9 2011, 4 en 2012.
- Tournois des Six Nations disputés : 2002, 2003, 2004, 2005, 2006, 2007, 2008, 2009, 2010, 2011, 2012.

En coupe du monde :
- 2011 : 3 sélections (Australie, États-Unis, Irlande) 2 transformations et 5 pénalités
- 2007 : 3 sélections (Nouvelle-Zélande, Roumanie, Écosse), 1 essai (contre la Nouvelle-Zélande)
- 2003 : 2 sélections (Nouvelle-Zélande, Canada)